# Disk Data Format
Die SNIA Common RAID Disk Data Format-Spezifikation definiert eine Standard-Datenstruktur, die beschreibt, wie Daten auf den Festplatten einer RAID-Gruppe formatiert werden. Die Disk Data Format (DDF)-Struktur ermöglicht eine grundlegende Interoperabilität zwischen verschiedenen Anbietern von RAID-Technologie. Die Common-RAID-DDF-Struktur ermöglicht die Migration von Daten vor Ort zwischen Systemen verschiedener Hersteller.
Die DDF-Version 1.2 wurde 2006 veröffentlicht. 2009 folgte Version 2.0.
Der Standard wurde beim INCITS eingereicht.